# استئصال النتوء الحلمي

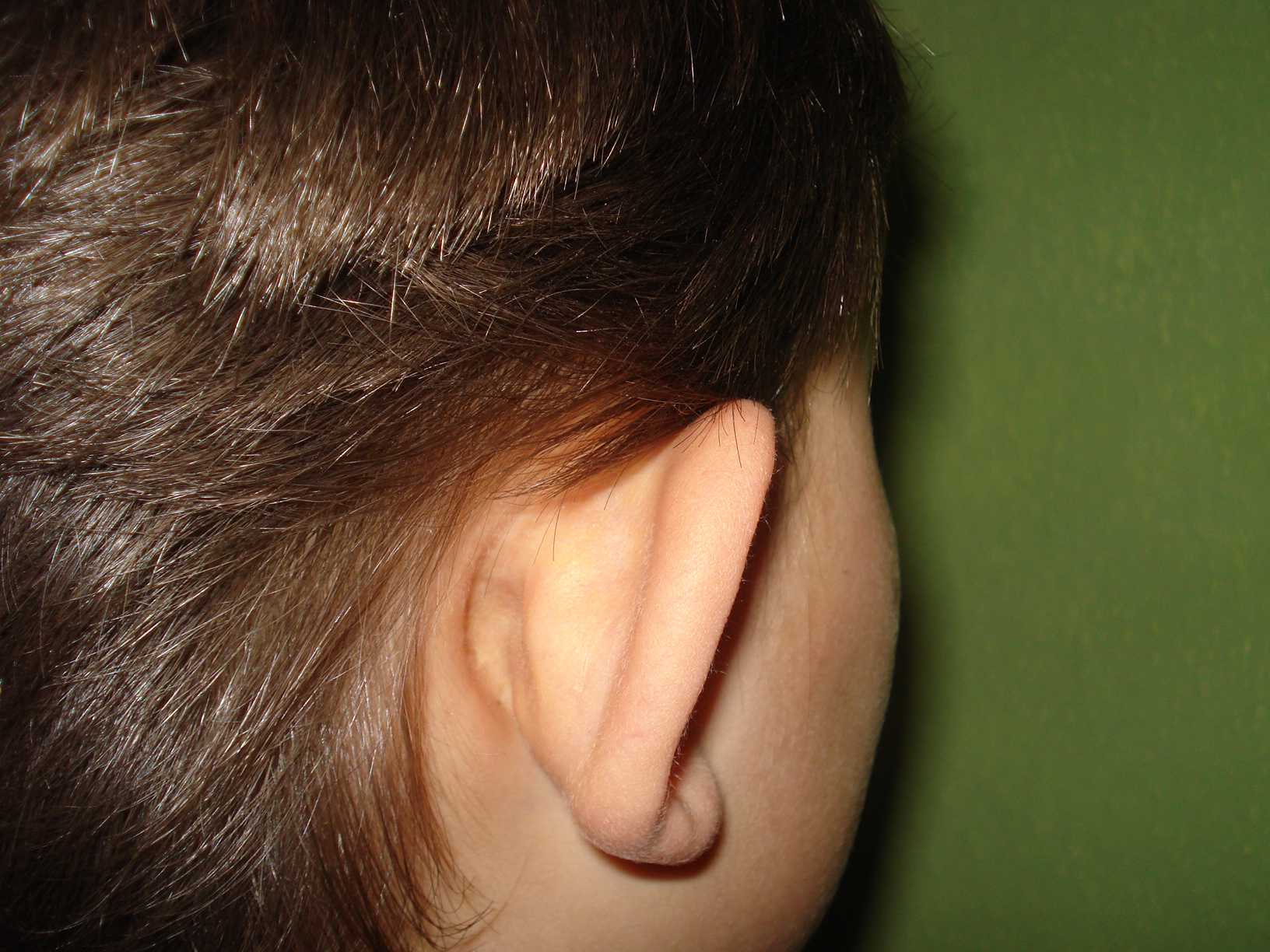
الخشاء الملتئم بعد عملية استئصال النتوء الحلمي.

استئصال النتوء الحلمي أو استئصال الخشاء أو قطع الخشاء هو عبارة عن عملية جراحية يتم إجراؤها لإزالة خلايا الخشاء.

## الأهمية
يمكن القيام بهذه العملية الجراحية كجزء من علاج التهاب الخشاء وكذلك التهاب الأذن الوسطى القيحي أو المزمن. بالإضافة إلى ذلك، يتم تنفيذ تلك العملية في بعض الأحيان لأغراض أخرى كزراعة القوقعة أو للوصول إلى الأذن الوسطى.

## الأنواع
هناك 5 أنواع لعمليات استئصال الخشاء:

### استئصال الخشاء الجذري
يتم فيها إزالة جدار القناة السفلي والعلوي ورأب الصماخ من الداخل إلى الخارج في الأذن الوسطى.

### استئصال الخشاء أسفل جدار القناة
يتم فيها إزالة جدار القناة السفلي والعلوي ورأب الصماخ مع ترك الغشاء الطبلي في مكانه.

### استئصال الخشاء أعلى جدار القناة
يتم فيها ترك جدار القناة السفلي والعلوي مع اتباع نهج تجويف الوجه.

### استئصال الخشاء القشري
يعرف هذا النوع من عمليات استئصال الخشاء باسم عملية شوارتز، ويتم فيها إزالة خلايا الخشاء دون التأثير على الأذن الوسطى، وعادة ما يتم ذلك في حالات التهاب الخشاء.

### استئصال الخشاء الجذري المعدل
عادة ما يوصف هذا النوع بأنه عملية استئصال الخشاء الجذري مع ترك جدار القناة السفلي والعلوي، وهو ما يحدث في عملية استئصال الخشاء أعلى جدار القناة مما يجعل الأمر محيراً. مع ذلك، فإن الفرق تاريخي، فتلك العملية عادة ما تشير إلى عملية بوندي التي تستخدم في علاج الأمراض التي تؤثر فقط على الردب فوق الطبلي. المناطق المريضة وكذلك أجزا من الجدار السفلي والعلوي هي ببساطة من الداخل للظاهر دون ان تؤثر على الأذن الوسطى.